# Swanson Island
Swanson Island ist eine Insel zwischen dem Festland, hier den Küstenbergen der Northern Pacific Ranges, der kanadischen Provinz British Columbia und der vorgelagerten Insel Vancouver Island. Swanson Island gehört zur Inselgruppe des Broughton-Archipels und liegt im Regional District of Mount Waddington. Außerdem wird die Insel dem Great Bear Rainforest zugerechnet. 
Gemeinden gibt es auf der Insel nicht. Daher ist die Insel auch nicht mit einer öffentlichen Fähre erreichbar.
Swanson Island gehört, bis auf einen kleinen Bereich im Südosten der Insel, zum Schutzgebiet des Broughton Archipelago Conservancy. Die Inseln und Gewässer nördlich und östlich der Insel gehören entweder auch zum Schutzgebiet des Broughton Archipelago Conservancy oder alternativ zum Broughton Archipelago Marine Provincial Park.

## Lage
Die Insel liegt am östlichen Ende der Königin-Charlotte-Straße, außerdem befindet sich nördlich der Insel das westliche Ende des Knight Inlet. Innerhalb der Inselgruppe liegt die Insel dann im zentralen Südwesten. Nördlich des Knight Inlet liegt dann, neben verschiedenen kleineren Inseln, Midsummer Island. Östlich der Insel sowie weiterer verschiedener kleiner Inseln liegt Crease Island. Südöstlich der Insel befinden sich erst zahlreiche kleine und kleinste Inseln und dann Harbledown Island, während südwestlich Hanson Island liegt. Zu den südöstlich gelegenen Inseln gehört auch Compton Island. Auf Compton Island befindet sich ein Indianerreservat der First Nations, das Indian reserve Compton Island 6 der Mamalilikulla. Westlich von Swanson Island liegt Malcolm Island.

## Namensherkunft
Die Insel wurde nach John Swanson, einem wichtigen Kapitän der Hudson’s Bay Company, benannt.